# Kashīda
La kashīda (in arabo كشيدة‎?) è un tipo di giustificazione usato principalmente per la scrittura araba. Consiste nell'estendere l'unione di due caratteri allungando visivamente le parole.
Il carattere usato per la giustificazione è la kashīda (ـ), chiamata anche tatwil.